# 星雲副鱸
星雲副鱸為輻鰭魚綱鱸形目鱸亞目鮨科的其中一種，分布於東太平洋區，從美國加州中部至墨西哥下加利福尼亞半島海域，棲息深度可達183公尺，體長可達67公分，生活在岩石底質或沙泥底質海域，為底棲性魚類，屬肉食性，以甲殼類、魚類為食，可作為遊釣魚。